# Palác Motešických
Palác Motešických je palác na Gorkého ulici č. 5 v Starém Mestě v Bratislavě. Je chráněn jako národní kulturní památka.
Byl postaven za divadlem v první polovině 19. století ve stylu empíru. Do roku 2008 stál v původní podobě, v posledních letech se zrealizovala jeho rekonstrukce a zvýšení o několik podlaží.

## Dějiny
Na místě současného Paláce Motešických stál ve středověku nejznámější prešpurský hostinec U divokého muže. Během královských korunovací a sněmů se v něm ubytovávali nejvýznamnější návštěvníci hlavního města. Později tu bydlel kartograf Samuel Mikovíni, tvůrce bratislavského poledníku, na jehož základě vznikly první mapy uherských stolic. Dnešní palác dala v roce 1840 postavit baronská rodina Motešických. V něm se v kasinu magnátů a v pánském jezdeckém klubu setkávala nejvyšší šlechta. V roce 2010 se po kompletní rekonstrukci vrátil do paláce život.

## Rekonstrukce Paláce Motešických
Palác Motešických vznikl během habsburské monarchie, kdy dostal do vínku distingovaný přímo aristokratický design, který v sobě spojuje prvky nadčasovosti a elegance 19. století. Před rekonstrukcí došlo ke kontroverznímu vystěhování majitelů bytů, kdy developer (jako jeden z tehdejších spolumajitelů) schválil zvýšení příspěvku do fondu oprav domu o 935 Sk (30,82 eura) za m² z původních 10 Sk (0,33 eura), čili téměř stonásobně, následkem čehož byli ostatní obyvatelé bytů nuceni budovu opustit.
Náročnost stavby způsobila rekonstrukce v historickém centru, plného stavebních omezení. Za těchto podmínek se podařilo podkopat národní kulturní památku ze začátku 19. století. Zastabilizovat ji. Umístit pod ni čtyřpodlažní podzemní garáž. Výtahy garáž propojit s historickou budovou a zrestaurovat ji od fasád až po schodiště pod odborným dohledem památkářů. To vše v nejdražší lokalitě pěší zóny. Následně byl tento historický objekt vybaven různorodými technologickými výdobytky jako např. vakuovými výtahy v třípodlažních bytech nebo chlazenými stropy, které mají výšku téměř čtyři metry.

## Současnost
Komplex 22 luxusních apartmánů patřících mezi nejluxusnější na Slovensku a ve střední Evropě, které poskytují služby 5 hvězdičkového hotelu s historickou atmosférou.

## Bořek Šípek
Světoznámý architekt, výtvarník a designér, který je designérem holandských muzeí nebo Pražského hradu vytvořil pro Palác Motešických symbol - rozkvetlé květy lilií. Vystupují z osvětlené skleněné plastiky na průčelí budovy, ale staly se rovněž součástí honosných svítidel v interiéru budovy.